# Dependensgrammatik og valensgrammatik
Dependensgrammatik er en teoretisk ramme inden for lingvistik, der fokuserer på afhængighedsrelationer mellem ord i en sætning. Den afhængighedsrelation illustreres ofte som et træ med sætningens udsagnsled i trækronen.
Dependensgrammatikken analyserer sætninger ved at identificere hovedord og deres afhængige, ofte valensbundne sætningsled; (se nedenfor). Hovedordet er det centrale ord, som andre ord afhænger af.
For eksempel:
- I sætningen “Hunden gik i parken,” er “gik” hovedordet, og “Hunden” og “i parken” er afhængige.
- Afhængighedsrelationen mellem ordene kan visualiseres som en graf, hvor pilene repræsenterer afhængighederne.

## Valensgrammatik
Valensgrammatik er opstået som en videreudvikling af dependensgrammatik (se ovenfor). Lingvisten Vilmos Ägel har forladt dependensgrammatik til fordel for valensgrammatik.
Valensgrammatik er en betegnelse for en lingvistisk metode. Valensgrammatikkens ophavsmand er den franske lingvist Lucien Tesnière. Valensgrammatik har den lighed med dependensgrammatik, at begge tillægger udsagnsleddet stor betydning.

### Begreb er hentet fra kemi
Begrebet valens er hentet fra det kemiske begreb valens. Ligesom et atom har et udsagnsled et bestamt antal sætningsled, som udsagnsledet skal knytte til sig for, at der er tale om en grammatisk korrekt sætning. Valens betegner et udsagnsleddets evne til at knytte andre sætningsled til sig. Valensgrammatikken skelner mellem nonvalente og monovalente samt divalente og trivalente udsagnsled.
Dog er udsagnsleds valens afhængig af den kontekst, hvori udsagnsleddet indgår.

### Valensgrammatik på flere sprog
Valensgrammatik anvendes i såvel dansk som engelsk lingvistik; og ydermere i fransk og tysk lingvistik.
 Desuden anvendes valensgrammatik i nederlandsk lingvistik. Inden for tysk valensgrammatik har især Gerhard Helbig (de) bidraget med den første valensordbog, Wörterbuch zur Valenz und Distribution deutscher Verben i 1969.

### Eksempler på danske udsagnsleds valens

#### Nonvalent udsagnsled
Meteorologiske verber er impersonelle: "Det regner" eller "det sner". Her er det ikke muligt at skifte grundledet ud med et andet grundled.

#### Monovalent udsagnsled
Et monovalent verbum er intransitivt; fx i sætningen "jeg eksisterer". Udsagnsleddet "eksisterer" kræver kun et grundled.

#### Divalent udsagnsled
Verbet ”skriver” kan anvendes divalent, hvor udsagnsleddets kræver et grundled og et genstandsled i sætningen: "Jeg skriver et brev"; men udsagnsleddet ”skriver” kan ydermere anvendes trivalent, hvor "skriver" kræver både et grundled og et genstandsled samt et forholdsordsled i sætningen: "Jeg skriver et brev til dig".

#### Trivalent udsagnsled
Et eksempel på et trivalent verbum er ”giver” i sætningen: "Han giver hende en gave". Udsagnsleddet "giver" kræver både et grundled og et genstandsled samt et hensynsled.

## Dansk valensgrammatik i skema
Denne artikel omhandler overvejende eller alene danske forhold. Hjælp gerne med at gøre artiklen mere almen.Her er en række eksempler:
|                                                                          | Hjælpeverbum      | Modalverbum       | Uregelmæssigt verbum     | Regelmæssigt verbum        |
| ------------------------------------------------------------------------ | ----------------- | ----------------- | ------------------------ | -------------------------- |
| Non-valent udsagnsled                                                    |                   |                   |                          | Det sner.                  |
| Mono-valent udsagnsled                                                   |                   |                   |                          | Kloden eksisterer.         |
| Di-valent udsagnsled (Nogle Di-valente udsagnsled er transitive verber.) | Jeg bliver ældre. | De må læse bøger. | AI skriver dansk stil.   | I venter på mig.           |
| Tri-valent udsagnsled                                                    |                   |                   | Han giver hende en gave. | De forventer noget af dig. |